# Pablo Ruiz
Pablo Ruiz (* 4. Mai 1975 in Buenos Aires; eigentlich Pablo Maximiliano Miguel Coronel Vidoz) ist ein argentinischer Sänger und Schauspieler, der seine Karriere als Kinderstar begann.

## Lebenslauf
In den 80er Jahren war Pablo Coronel einer der Stars des „Kinder-Pop“ in Argentinien. Mit acht Jahren kam er bei Fernsehtalentshow namens Festilindo unter die ersten Vier. Mit 10 Jahren veröffentlichte er sein erstes Album unter dem Künstlernamen Pablo Ruiz, wobei er den Vaternamen seines Namensvetters, des spanischen Malers Pablo Ruiz Picasso annahm. Meist wurde er aber Pablito (kleiner Pablo) genannt.
Seinen Durchbruch hatte er mit dem Hit Mi chica ideal, der  1987 auf seinem Debütalbum, „Pablo Ruiz“, bei EMI erschien. Sein zweites Studiealbum „Un Angel“ folgte bereits ein Jahr später.
Zu seinen weiteren Erfolgen zählten Oh! Mamá, Cachetada, Océano, Linda como un ángel, Lady Lady und La malagueña.
Anfang der 90er weitete er seine Karriere auch erfolgreich auf Mexiko aus. Des Weiteren trat er auch als Musicaldarsteller und Schauspieler auf.
Im Jahr 1997 erlebte seine Karriere einen Einbruch, als sich plötzlich seine Stimme veränderte und er daraufhin auch sein Label verlor. Trotzdem erschienen bis 2005 im Zwei-Jahres-Rhythmus regelmäßig neue Alben.
Mitte der 2000er gab es einen Skandal, als im mexikanischen Fernsehen Bilder gezeigt wurden, die offenbar Ruiz als Transvestit zeigten, was von ihm aber bestritten wurde. Erneut in die Schlagzeilen kam er 2010, als er nach dem Coming-out von Ricky Martin angab, diesen 1991 auf einer Party geküsst zu haben.
Ab 2013 war er als Darsteller in der argentinischen Fernsehserie Tu cara me suena zu sehen und beteiligte sich ab 2018 an der mexikanischen Telenovela Blumige Aussichten.

## Diskografie
- Pablo Ruiz (1987)[1]
- Un ángel (1988)[2]
- Océano (1989)
- Espejos azules (1990)
- Irresistible (1992)
- 60/90 (1994)
- Aire (1997)
- Was It Something I Didn’t Say? (1999)
- Jamás (2001)
- Necesito tus besos (2003)
- Demasiado tarde (2005)
- Renacer (2009)